# Agía Fotiní (Réthymnon)
Agía Fotiní, en grec moderne : Αγία Φωτεινή, est un village de montagne du dème d'Amári, dans le district régional de Réthymnon de la Crète, en Grèce. Selon le recensement de 2011, la population d'Agía Fotiní compte 90 habitants.
Le village est situé à une distance de 33 km au sud-est de Réthymnon, à une altitude de 500 mètres.

## Recensements de la population
| Recensements | 1961 | 1971 | 1981 | 1991 | 2001 | 2011 |
| ------------ | ---- | ---- | ---- | ---- | ---- | ---- |
| Population   | 12   | 36   | 47   | 54   | /    | 90   |

## Source de la traduction
- (el) Cet article est partiellement ou en totalité issu de l’article de Wikipédia en grec moderne intitulé « Αγία Φωτεινή Ρεθύμνης » (voir la liste des auteurs).